# Meistriliiga 2005
La Meistriliiga 2005 fu la 15ª edizione della massima serie del campionato di calcio estone conclusa con la vittoria del TVMK Tallinn, al suo primo titolo.
Capocannoniere del torneo fu Tarmo Neemelo (TVMK Tallinn), con 41 reti.

## Formula
Le dieci squadre si incontrarono in due gironi di andata e due di ritorno, per un totale di 36 incontri per squadra; erano previsti tre punti per la vittoria, 1 per il pareggio e 0 per la sconfitta.
L'ultima in classifica retrocedeva direttamente in Esiliiga, mentre la penultima disputava i play/off (andata e ritorno) contro la seconda di Esiliiga 2005 utilmente classificata.

## Squadre partecipanti
| Club             | Città      | Stagione precedente                                 |
| ---------------- | ---------- | --------------------------------------------------- |
| Dünamo Tallinn   | Tallinn    | 4º posto in Esiliiga, vincitore dello spareggio p/r |
| Flora Tallinn    | Tallinn    | 3º posto                                            |
| Kuressaare       | Kuressaare | 5º posto in Esiliiga, ripescato                     |
| Levadia Tallinn  | Tallinn    | Campione                                            |
| Merkuur Tartu    | Tartu      | 5º posto                                            |
| Tammeka Tartu    | Tartu      | 1º posto in Esiliiga                                |
| Trans Narva      | Narva      | 4º posto                                            |
| TVMK Tallinn     | Tallinn    | 2º posto                                            |
| Tulevik Viljandi | Viljandi   | 6º posto                                            |
| Valga            | Valga      | 7º posto                                            |

## Classifica finale
|                    | Pos. | Squadra          | Pt | G  | V  | N  | P  | GF  | GS  | DR   |
| ------------------ | ---- | ---------------- | -- | -- | -- | -- | -- | --- | --- | ---- |
| Estonia (bandiera) | 1.   | TVMK Tallinn     | 95 | 36 | 30 | 5  | 1  | 138 | 21  | +117 |
|                    | 2.   | Levadia Tallinn  | 89 | 36 | 28 | 5  | 3  | 97  | 25  | +72  |
|                    | 3.   | Trans Narva      | 75 | 36 | 23 | 6  | 7  | 99  | 34  | +65  |
|                    | 4.   | Flora Tallinn    | 69 | 36 | 21 | 6  | 9  | 81  | 36  | +45  |
|                    | 5.   | Tulevik Viljandi | 47 | 36 | 12 | 11 | 13 | 46  | 48  | -2   |
|                    | 6.   | Merkuur Tartu    | 40 | 36 | 11 | 7  | 18 | 52  | 86  | -36  |
|                    | 7.   | Tammeka Tartu    | 29 | 36 | 8  | 5  | 23 | 50  | 88  | -38  |
|                    | 8.   | Valga            | 28 | 36 | 8  | 4  | 24 | 38  | 78  | -40  |
|                    | 9.   | Kuressaare       | 27 | 36 | 7  | 6  | 23 | 40  | 96  | -56  |
|                    | 10.  | Dünamo Tallinn   | 12 | 36 | 3  | 3  | 30 | 28  | 157 | -129 |

## Spareggio promozione/retrocessione
| 13 novembre 2005                              | Ajax Lasnamäe | 1 – 0 | Kuressaare |  |
| \| \| \| \| \| Rõtškov 49’ \| Marcatori \| \| |               |       |            |  |
|                                               |               |       |            |  |
| Rõtškov 49’                                   | Marcatori     |       |            |  |

| 19 novembre 2005 | Kuressaare | 2 – 1 | Ajax Lasnamäe |  |

### Verdetti
- TVMK Tallinn Campione d'Estonia 2005.
- Dünamo Tallinn retrocesso in Esiliiga.
- Kuressaare retrocesso in Esiliiga dopo spareggio.

## Statistiche

### Classifica marcatori
| Gol |  |  | Giocatore            | Squadra         |
| --- |  |  | -------------------- | --------------- |
| 41  |  |  | Tarmo Neemelo        | TVMK Tallinn    |
| 26  |  |  | Maksim Gruznov       | Trans Narva     |
| 19  |  |  | Vjatšeslav Zahovaiko | Flora Tallinn   |
| 19  |  |  | Ingemar Teever       | TVMK Tallinn    |
| 18  |  |  | Indrek Zelinski      | Levadia Tallinn |
| 17  |  |  | Egidijus Juška       | TVMK Tallinn    |
| 16  |  |  | Vitali Leitan        | Levadia Tallinn |
| 15  |  |  | Kristjan Tiirik      | Tammeka Tartu   |